# Bergün/Bravuogn
Bergün/Bravuogn (allemand : Bergün, romanche : , en dialecte local Brauégn, appelé officiellement depuis 1943 du double nom allemand et romanche) est une localité et une ancienne commune suisse de 480 habitants de la commune de Bergün Filisur, dans le canton des Grisons et la région d'Albula.
Bergün est situé dans la vallée de l'Albula sur la route du col de l'Albula et sur la ligne de l'Albula des Chemins de fer rhétiques. Dans l'ancien village romanche, étroitement lié économiquement et culturellement à l'Engadine, la majorité des locuteurs parlent désormais l'allemand. Bergün est un village-rue typique. Des maisons de style engadin du XVIe au XVIIIe siècle s'alignent de part et d'autre de la rue principale ascendante avec des sgraffites, des baies vitrées et des barreaux de fenêtres. Le centre du village est reconnu dans l'inventaire suisse des biens culturels d'importance nationale et régionale, il comprend notamment « Stugl, baselgia r. » et « Via da l'Alvra e vias veglias ».
Le 1er janvier 2018, la commune a fusionné avec sa voisine Filisur pour devenir Bergün Filisur.
Depuis 2018, le village, grâce à sa beauté architecturale particulière, son histoire et sa localisation privilégiée, est membre de l'association « Les Plus Beaux Villages de Suisse ».

## Histoire

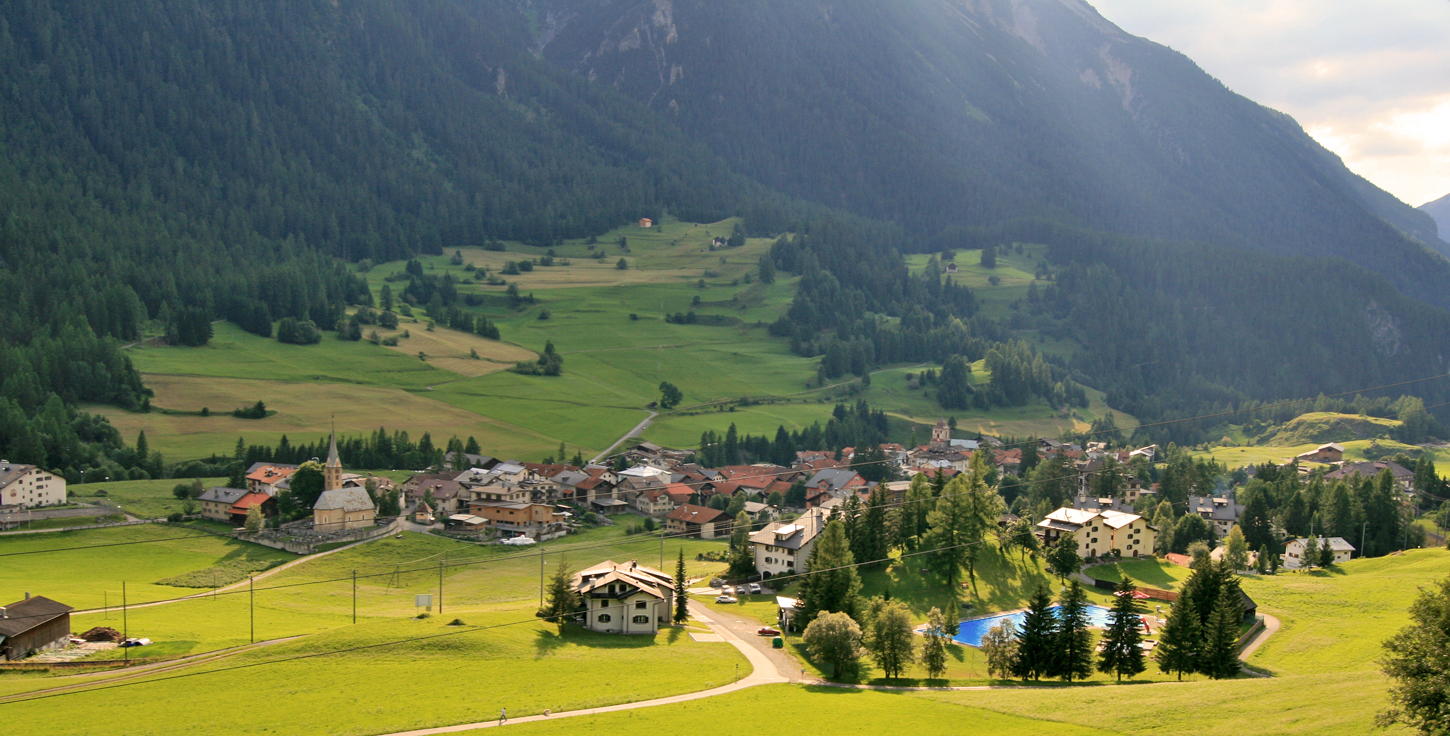
Vue d'ensemble de Bergün/Bravuogn.

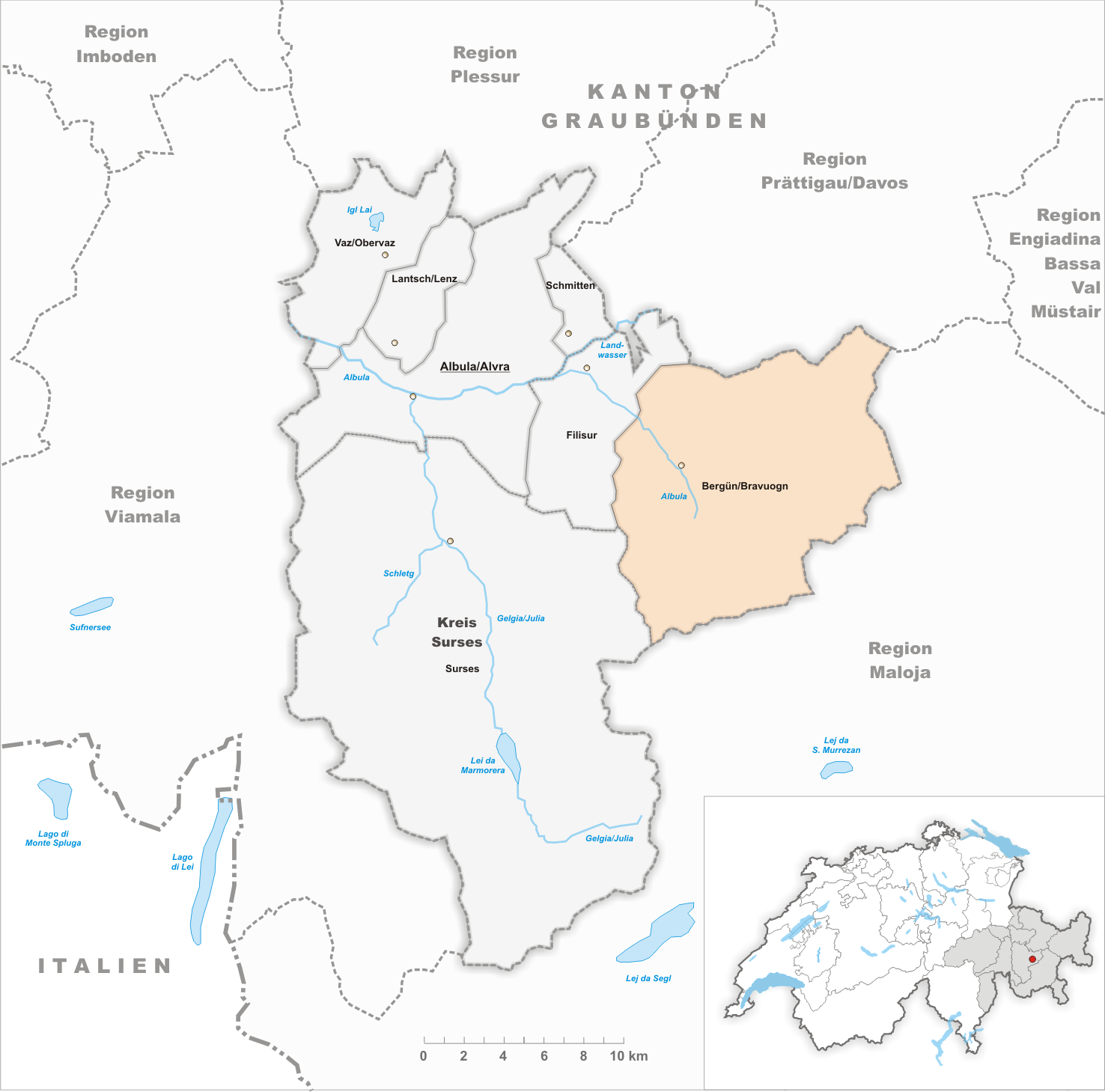
Territoire de la commune de Bergün avant les fusions communales de 2018.

Vue aérienne de 3500 m de Walter Mittelholzer (1923).

Le château de Greifenstein, situé sur la commune de Filisur, a été construit au XIIe siècle. Un petit domaine entre en possession de l'évêque de Coire en 1394. Latsch est mentionné dans des documents en 1154, Bergün en 1209 sous le nom de Bregonio, et Stuls en 1270. En 1537, Bergün peut remplacer les droits épiscopaux en payant de l'argent et acquiert ainsi la pleine souveraineté au sein de la fédération ecclésiale. En 1577/1590, elle rejoint la Réforme protestante. Le tribunal de Bergün comprend également les hameaux de Filisur, Latsch et Stuls.
En plus de l'élevage, le trafic sur le col de l'Albula et l'exploitation minière constituent la base de la vie de la commune. À l'aide d'explosifs — une première dans la construction de routes grisonnes à l'époque — une nouvelle route est construite à travers le Bergünerstein en 1696. L'extraction et la fonte du minerai de fer (hématite) du Val Tisch et du Val Plazbi connaissent leur apogée vers 1840.
Lors de l'ouverture de la ligne de chemin de fer de l'Albula en 1903, les Bergünois s'attendent à un essor touristique qui hisserait le village au rang des stations thermales de Haute-Engadine de Saint-Moritz et Pontresina. Le Bergün Kurhaus, construit en 1905/1906, témoigne de ces espoirs. Le fait que le lieu doive abandonner ces plans pendant la Première Guerre mondiale est considéré aujourd'hui comme une heureuse coïncidence, car ainsi le village a pu conserver son aspect historique à l'état pur.
Jusqu'au 31 décembre 2017, c'était une commune autonome qui s'étendait sur 145,65 km2 et qui comprenait également le hameau de Preda entre Stugl/Stuls et le col d'Albula, qui est devenu un village temporaire lorsque le tunnel ferroviaire d'Albula a été construit entre 1898 et 1903 ; en 1912, elle incorpora la commune supprimée de Latsch et en 1920 celle de Stugl, qui avaient été érigées en communautés politiques séparées en 1851. À partir de 2014, des négociations sont en cours concernant une fusion avec la commune de Filisur pour former la commune de Bergün Filisur : le 1er janvier 2018, Bergün fusionne avec l'autre commune supprimée de Filisur pour former la nouvelle commune de Bergün Filisur,.

## Blason
Blason : En argent sur un bouquetin noir dressé à trois montagnes rouges, blindé de rouge, tenant une épée bleue à la poignée d'or.
C'est une adaptation des armoiries de la Ligue de la Maison-Dieu avec l'épée de la cour et les trois montagnes pour indiquer l'importance de l'ancienne communauté de la cour.

## Géographie

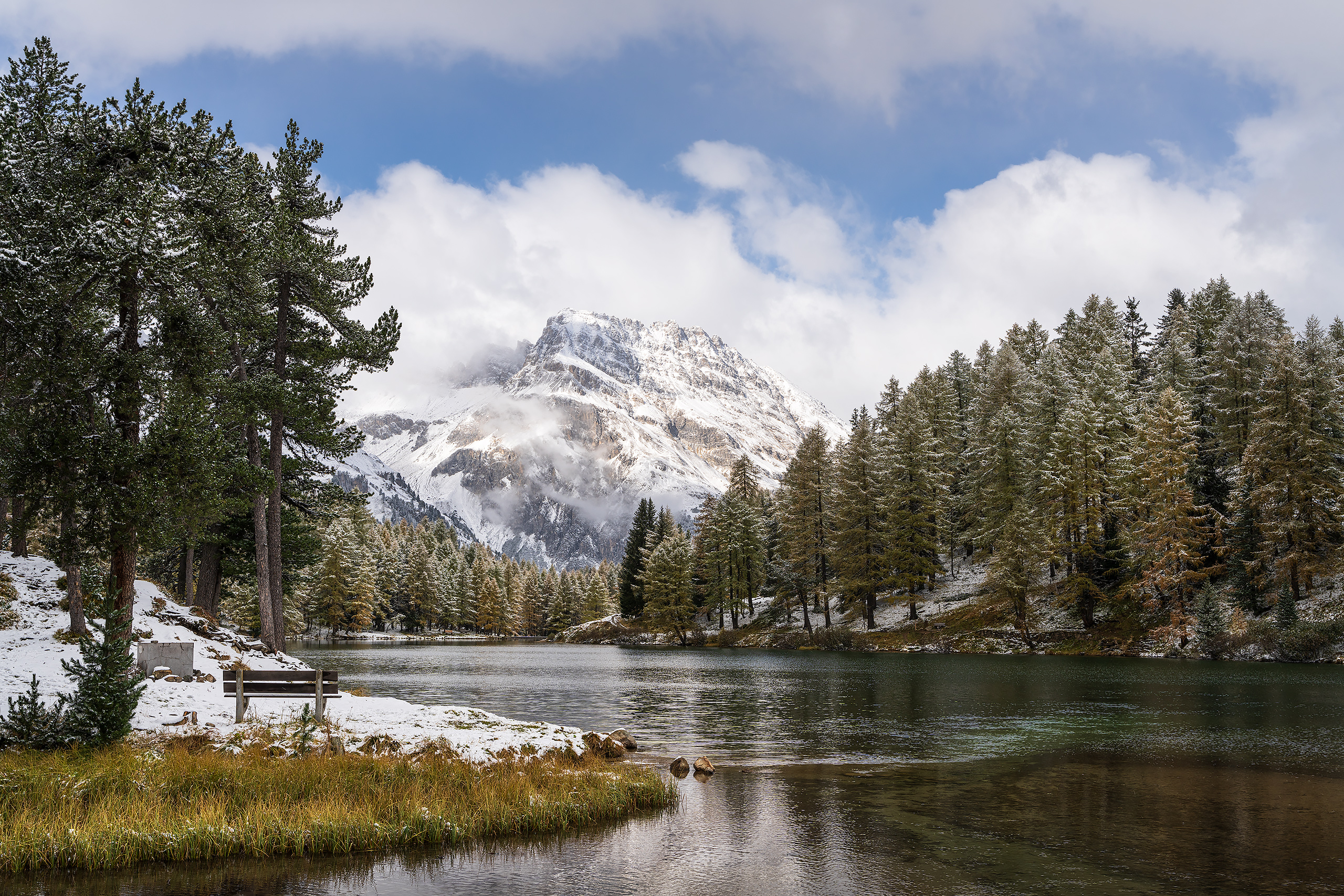
Lac de Palpuogna.

En 2006, Bergün/Bravuogn a une superficie de 145,9 km2. 21,4 % de cette superficie est utilisé à des fins agricoles, tandis que 20,4 % est boisé. Sur le reste du territoire, 0,8 % est habité (bâtiments ou routes) et le reste (57,5 %) est improductif (rivières, glaciers ou montagnes).
Avant 2017, la municipalité était située dans le sous-district de Bergün dans le district d'Albula ; depuis 2017, elle fait partie de la région d'Albula. Elle est située sur la rive droite de l'Albula (rivière) et le long de la route du col de l'Albula. Lai da Ravais-ch est dans le village.
Elle se compose du village-rue de Bergün/Bravuogn et des hameaux de Latsch (sur la terrasse du côté droit au-dessus de la rivière) et Stugl/Stuls. Latsch a rejoint la municipalité en 1912 et Stugl/Stuls en 1920. Le lac de Palpuogna, un lac de montagne, est situé entre Preda et le col de l'Albula.
À proximité immédiate de la source de l'Albula, à 2 026 mètres d'altitude, se trouvent les bâtiments de Crap Alv (allemand : Weissenstein), autrefois une auberge pour les marchands de mules sur le col de l'Albula et, jusqu'en 1903, lorsque le chemin de fer de l'Albula a commencé à fonctionner, une station pour le changement de chevaux de diligence. Alp Weissenstein fait partie de l'École polytechnique fédérale de Zurich (ETH Zurich) depuis les années 1960. L'université y maintient une station de recherche alpine, en particulier pour les animaux de ferme tels que les vaches, les moutons, les chèvres et les chevaux. Pour le pâturage des animaux, les chercheurs ont leurs propres pâturages et alpages tels que B. Alp Zavretta, ainsi que des écuries modernes.
Bergün/Bravuogn est 36 km de Saint-Moritz, 39 km de Davos et 43 km de Coire. Le point culminant de la région est le sommet du Piz Kesch (3 418 m), à la frontière avec Zuoz. Les villes voisines sont Filisur, Davos, S-chanf, Zuoz (exclave), La Punt Chamues-ch, Samedan, Bever (exclave) et Tinizong-Rona.

### Réseau hydraulique
La municipalité couvre tout le cours supérieur de l'Albula, y compris les vallées latérales. L'Albula est constituée de plusieurs sources en dessous du col et de la Fuorcla Crap Alv voisine à l'ouest. Au-dessus d'un escarpement proéminent de la vallée, elle forme le lac de Palpuogna qui se joint en aval au bassin de Preda dans lequel le Val Mulix coule de la gauche et le Val Zavretta de la droite. La rivière creusée profondément dans les rochers sous Preda a obligé les constructeurs du chemin de fer à édifier la célèbre ligne avec plusieurs viaducs et tunnel hélicoïdaux. Au-dessous de cette gorge, à la sortie de laquelle la vallée latérale du Val Tisch rejoint la vallée principale, se trouve Bergün à une altitude de 1 367 m dans un large creux. C'est là que se rejoignent à partir de la droite sur 10 km de long, les trois vallées du Val Plazbi, du Val da Ravais-ch et du Val Salect, jusqu'au Val Tuor. Juste en dessous du village se trouve la route de l'Albula, qui dans le Bergünerstein (Crap da Bravuogn) se niche près du rocher en pente presque verticale. Au point le plus profond de 1 111 mètres de l'ancienne municipalité, l'Ava da Stugl se jette dans une gorge dans l'Albula par la droite. Elle draine sur environ 8 km de long le Val da Stugl, une zone avec de vastes prairies alpines. Le Tuorsbach traverse Bergün par le sud.
Le site de Chagiosch ainsi que le glacier Vadret da Porchabella, dont une partie est sur la commune de S-chanf, sont inscrits au titre de la Liste des zones alluviales d’importance nationale.

### Sommets alpins
La commune est entourée de sommets de trois mille mètres. La limite municipale ouest s'étend du Chavagl Grond (2 442 m) sur le Piz Spadlatscha (2 871 m) au Piz Ela (3 339 m), point dominant, et plus au sud — maintenant ligne de partage des eaux avec la vallée del'Oberhalbstein — aux sommets du Piz Val Lunga (3 078 m), du Piz Salteras (3 111 m), du Piz Bleis Marscha (3 128 m) jusqu'au Piz Laviner (3 137 m). La frontière sud avec l'Engadine passe par le Piz Bial (3 061 m), La Piramida (2 964 m) et les deux jimels (2 777 m et 2 782 m) jusqu'au Piz da las Blais (2 930 m) ; cette chaîne de montagnes n'est interrompue que par le col de la Fuorcla Crap Alv.
Sur le col de l'Albula, large et plat, la frontière par le point Cruschetta est d'environ 1 km, situé à l'ouest du col, puis au nord-est via l'Igl Compass (3 016 m), le Piz Üertsch (3 267 m) et le Piz Blaisun (3 200 m) jusqu'au Piz Kesch (3 418 m) qui constitue le point culminant de la commune. Au nord, le paysage de haute montagne est varié avec les sommets du Piz Forun (3 052 m) et du Piz Murtelet (3 019 m) qui est entouré de hautes vallées ; les cols de la Fuorcla da Funtauna et de la Fuorcla Ravais-ch conduisent à l'Engadine et à Davos.
Le nord-est de la région est formé par le Piz Ducan (3 063 m) et le Ducan Dador (3 020 m). La limite communale englobe le Val da Stugl et suit ensuite la crête qui descend fortement du côté nord sur Maschengrat, le Buelenhorn (2 808 m) et Stulsergrat (2 623 m).

## Démographie
Au 31 décembre 2022, Bergün/Bravuogn a une population de 480 habitants. En 2008, 11,1 % de la population était composée de ressortissants étrangers. Au cours des 10 dernières années, la population a diminué de 10,2 %.
En 2000, la répartition par sexe de la population était de 56,4 % d'hommes et 43,6 % de femmes. La répartition par âge, à partir de 2000, est la suivante : 53 personnes, soit 10,2 % de la population, ont entre 0 et 9 ans ; 36 personnes, ou 6,9 %, ont entre 10 et 14 ans ; 38 personnes, ou 7,3 %, ont entre 15 et 19 ans. Dans la population adulte, 62 personnes, ou 11,9 % de la population, ont entre 20 et 29 ans ; 77 personnes, ou 14,8 %, ont entre 30 et 39 ans ; 81 personnes, ou 15,6 %, ont entre 40 et 49 ans et 56 personnes, ou 10,8 %, ont entre 50 et 59 ans. La répartition de la population des seniors est la suivante : 45 personnes, ou 8,7 % de la population, ont entre 60 et 69 ans ; 38 personnes, ou 7,3 %, ont 70 à 79 ans ; 28 personnes, ou 5,4 %, ont 80 à 89 ans ; 5 personnes, ou 1 %, ont 90 à 99 ans, et 1 personne, ou 0,2 %, a 100 ans ou plus.
Sur les 505 résidents fin 2005, 444 (= 88 %) sont citoyens suisses.
L'évolution démographique est présentée dans le tableau suivant (incluant à partir de 1850 Latsch et Stugl),, :
| année | population |
| ----- | ---------- |
| 1571  | 542        |
| 1803  | 495        |
| 1850  | 637        |
| 1900  | 1 537      |
| 1950  | 608        |
| 1970  | 451        |
| 1980  | 459        |
| 1990  | 480        |
| 2000  | 715        |

Il convient de noter qu'en 1900, les personnes employées à la construction du chemin de fer de l'Albula ont été comptées, même s'ils ne résidaient que temporairement à Bergün. Le nombre d'habitants se réfère aux limites municipales actuelles. Ainsi, les villages de Latsch GR et Stugl (Stuls), qui ont été incorporés autour de la Première Guerre mondiale (avec un total d'environ 80 à 100 habitants) sont inclus.

## Langues

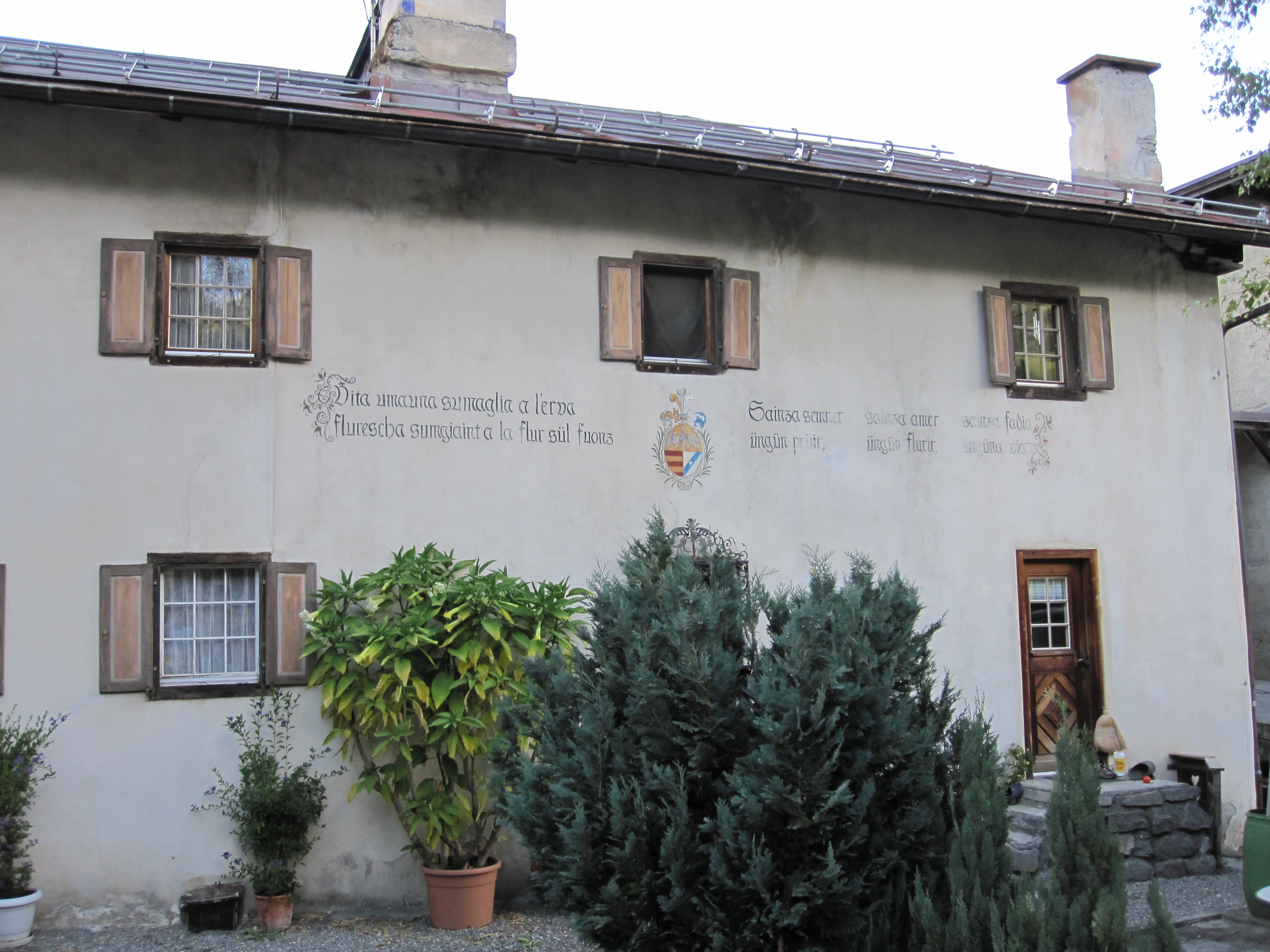
Inscription murale en puter sur une maison en face de l'église réformée.

Au recensement de 2000, les habitants revendiquaient les langues suivantes : allemand 83,9 %, romanche 10,6 %, italien 3,1 %. Les locuteurs romanches ont leur propre dialecte parlé et écrivent le Haut-engadinois. Jusqu'au XIXe siècle, c'est la langue commune à la plupart de la population (80,4 % à partir de 1880). Mais le romanche perd rapidement du terrain (en 1910, seulement 57,62 %). Puis, le processus se stabilise jusqu'à la seconde Guerre mondiale (en 1941, encore 53,6 % de langue romanche). Depuis lors, la perte du romanche s'est accélérée.
L'allemand est la seule langue officielle aujourd'hui, bien qu'encore 26,7 % des habitants comprennent le romanche.

## Politique
Aux élections fédérales suisses de 2007, le parti le plus populaire était l'Union démocratique du centre (UDC)qui a obtenu 41,9 % des voix. Les trois autres partis les plus populaires étaient le Parti socialiste suisse (SPS) (31,6 %), le Parti radical-démocratique (FDP) (19,1 %) et le Parti démocrate-chrétien (Suisse) (CVP) (6,3 %).

## Administration
Chaque famille originaire du lieu fait partie de la bourgeoisie qui est chargée de l'entretien de tout bien commun.

## Éducation
L'ensemble de la population suisse est généralement bien éduqué. À Bergün/Bravuogn, environ 74,6 % de la population (entre 25 et 64 ans) a terminé soit l'enseignement secondaire supérieur non obligatoire, soit l'enseignement supérieur complémentaire (soit une université, soit une haute école spécialisée/Fachhochschule).

## Économie
Bergün/Bravuogn est une station de vacances d'été (randonnée pédestre, alpinisme) et d'hiver (station de sports d'hiver). Elle vit principalement du tourisme et de l'agriculture. Les habitants trouvent un emploi dans les entreprises locales et avec le Chemin de fer rhétique. Le plus gros employeur est l'entreprise de transformation du bois Florinett Holz AG. Une utilisation économique des sources d'eau minérale naturelle contenant du fer a échoué jusqu'à présent.
Le taux de chômage est de 1,48 %. En 2005, il y avait 59 personnes employées dans le secteur primaire et environ 12 entreprises travaillant dans ce secteur. 58 personnes étaient employées dans le secteur secondaire et il y avait 11 entreprises dans ce secteur. 153 personnes étaient employées dans le secteur tertiaire, avec 36 entreprises dans ce secteur.

## Sites patrimoniaux

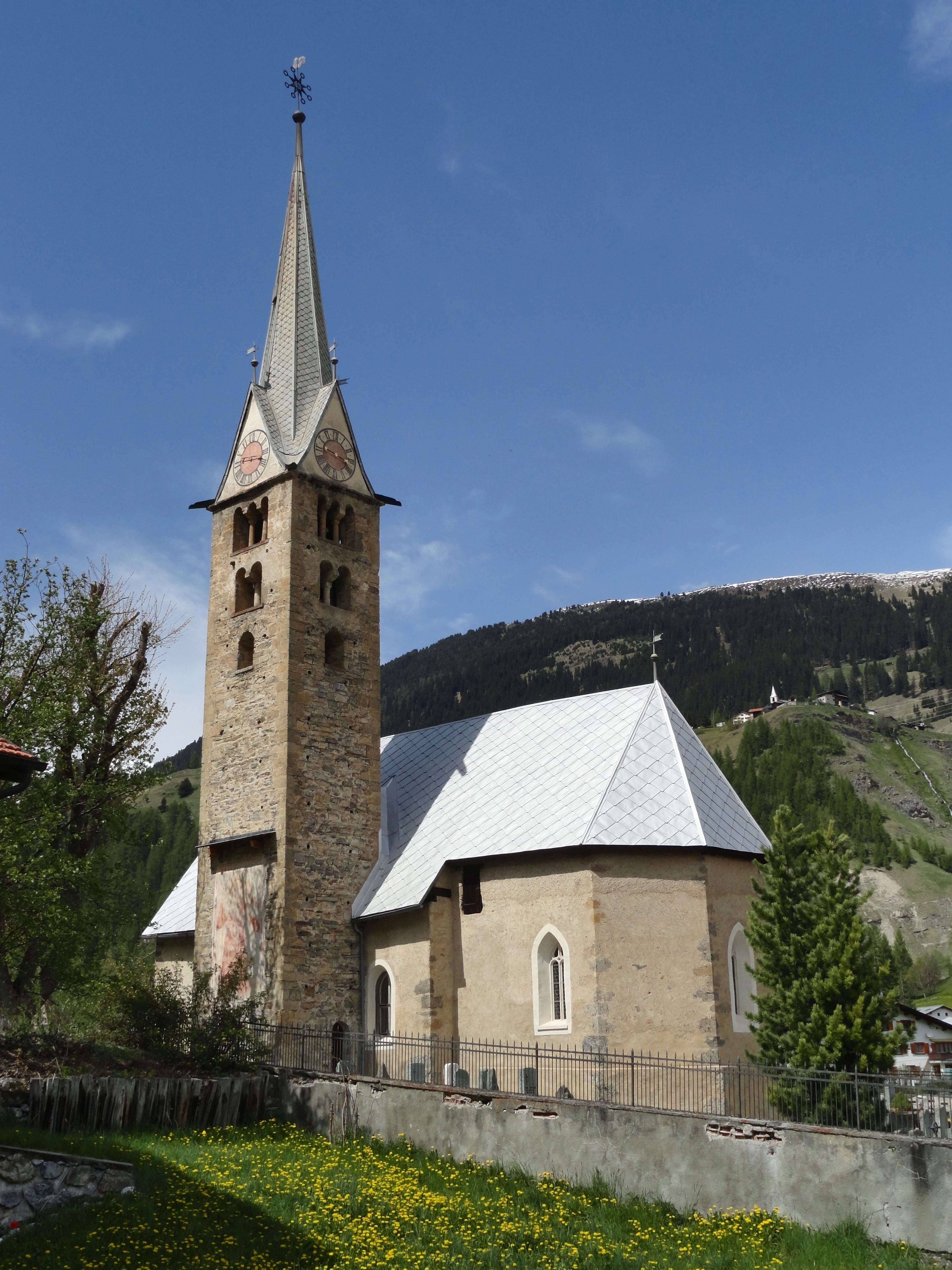
Église réformée.

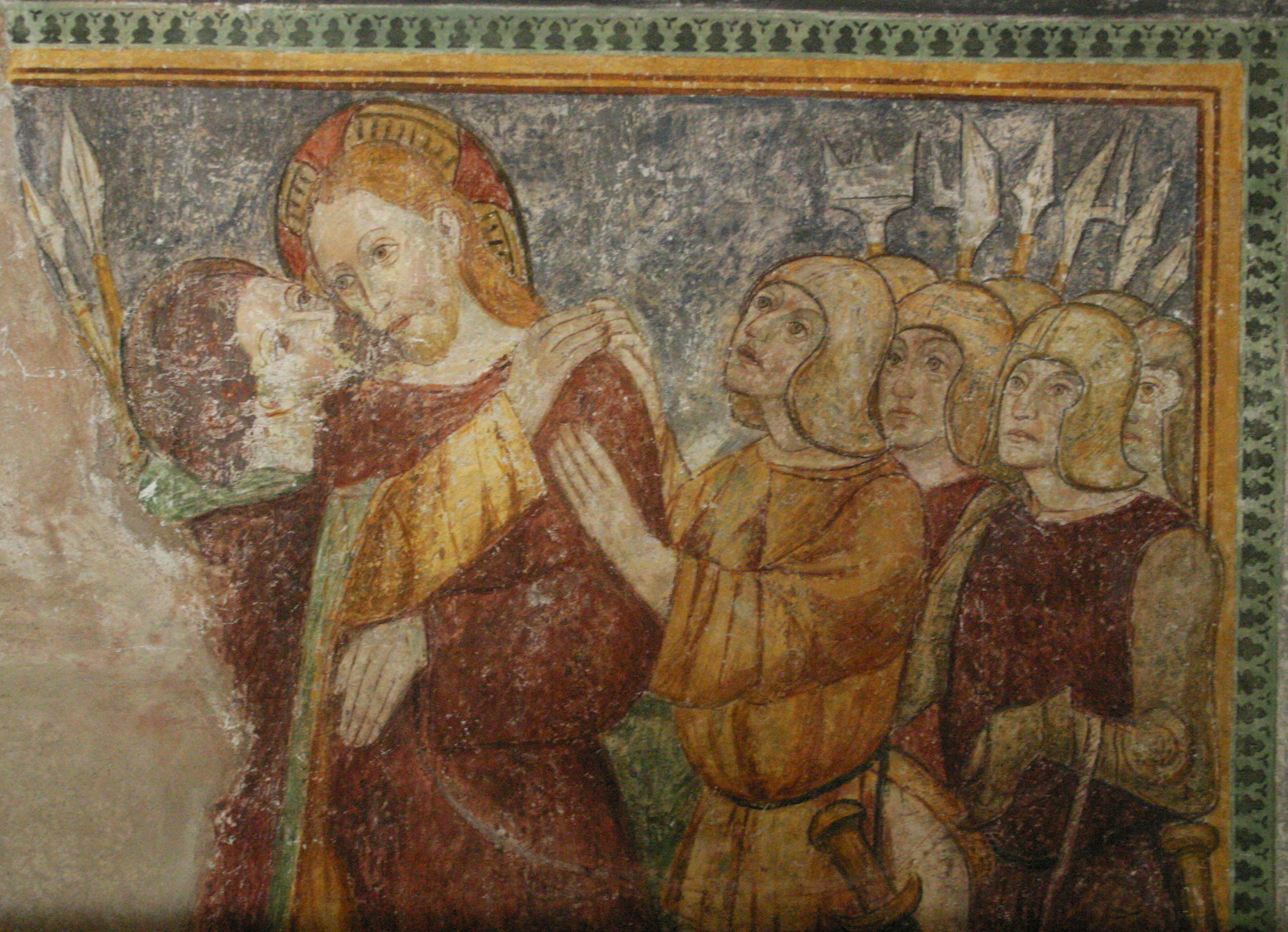
Fresque dans l'église.

L'église municipale et la Chasa Jenatsch avec sa grange sont classées à l'inventaire suisse des biens culturels d'importance nationale et régionale.
L'église réformée (anciennement église catholique saints Pierre et Florinus) a été construite en 1188. Son noyau est roman, le chœur à ogives et la flèche pointue sont de style Gothique international. L'église a été entièrement peinte vers 1500. Le cycle montre les stations de la Passion du Christ avec les douze Apôtres. Les murs ont été peints avant la conception des fenêtres gothiques. Au XIXe siècle, les fresques repeintes ont été découvertes et complétées.
La tour carrée, la Tuor, du XIIIe siècle, constitue le centre de la partie basse du village. Elle est souvent appelée la « tour romaine ». Elle a probablement été construite comme résidence officielle des seigneurs de Greifenstein, dont le château était au-dessus de Filisur. La tour romane a reçu son aspect actuel plus tard. Au XVIIIe siècle, elle fut transformée en clocher et reçut sa coupole baroque. Ses peintures datent de 1627. Aujourd'hui, la tour est utilisée comme archive communautaire et est sous protection spéciale en tant que « bien culturel d'importance nationale ».
Le Kurhaus Bergün est un bâtiment Art nouveau avec un mobilier en grande partie conservé ou restauré et une grande cuisine originale, construit en 1905/1906 par l'architecte zurichois Jost Franz Huwyler-Boller (1874-1930). Il a été nommé « Hôtel historique de l'année » par ICOMOS Suisse en 2012.
La zone de l'Ela Parc comprend toute la vallée de l'Albula et accueille les randonneurs dans un paysage préservé. Les espoirs des habitants de Bergün de rejoindre le tourisme international après la construction du chemin de fer de l'Albula à Saint-Moritz ne se sont pas avérés, de sorte que le Kurhaus Bergün est resté le seul hôtel construit en 1905/06, permettant au village de rester plutôt intact.
La ligne de l'Albula est devenue un site du patrimoine mondial de l'UNESCO en 2008 et constitue l'attraction principale des amateurs de chemin de fer avec ses viaducs et ses tunnels hélicoïdaux. Le Bahnmuseum Albula est situé à la gare locale, qui documente la construction de la ligne.
Le « Holzweg » existe depuis 2010. Le bois, comme matière première, son origine, son extraction et sa transformation sont au centre du sentier adapté aux poussettes, qui commence et se termine au Bergholzzentrum Bergün directement sur l'Albula. Avec des installations telles qu'un téléphone en tronc d'arbre, de gros blocs de construction en poutres de bois, des copeaux de parfum en bois de pin ou le gonflage d'un ballon à l'aide d'un « tuyau en bois », les enfants peuvent explorer la variété des résineux locaux en jouant. Le « Holzweg » part de la scierie à travers les prairies et les forêts de Crestota et Zinols au-dessus de Bergün et a été construit par une entreprise locale avec le soutien du parc Ela. La zone du parc comprend toute la vallée de l'Albula et accueille les randonneurs dans un paysage préservé.

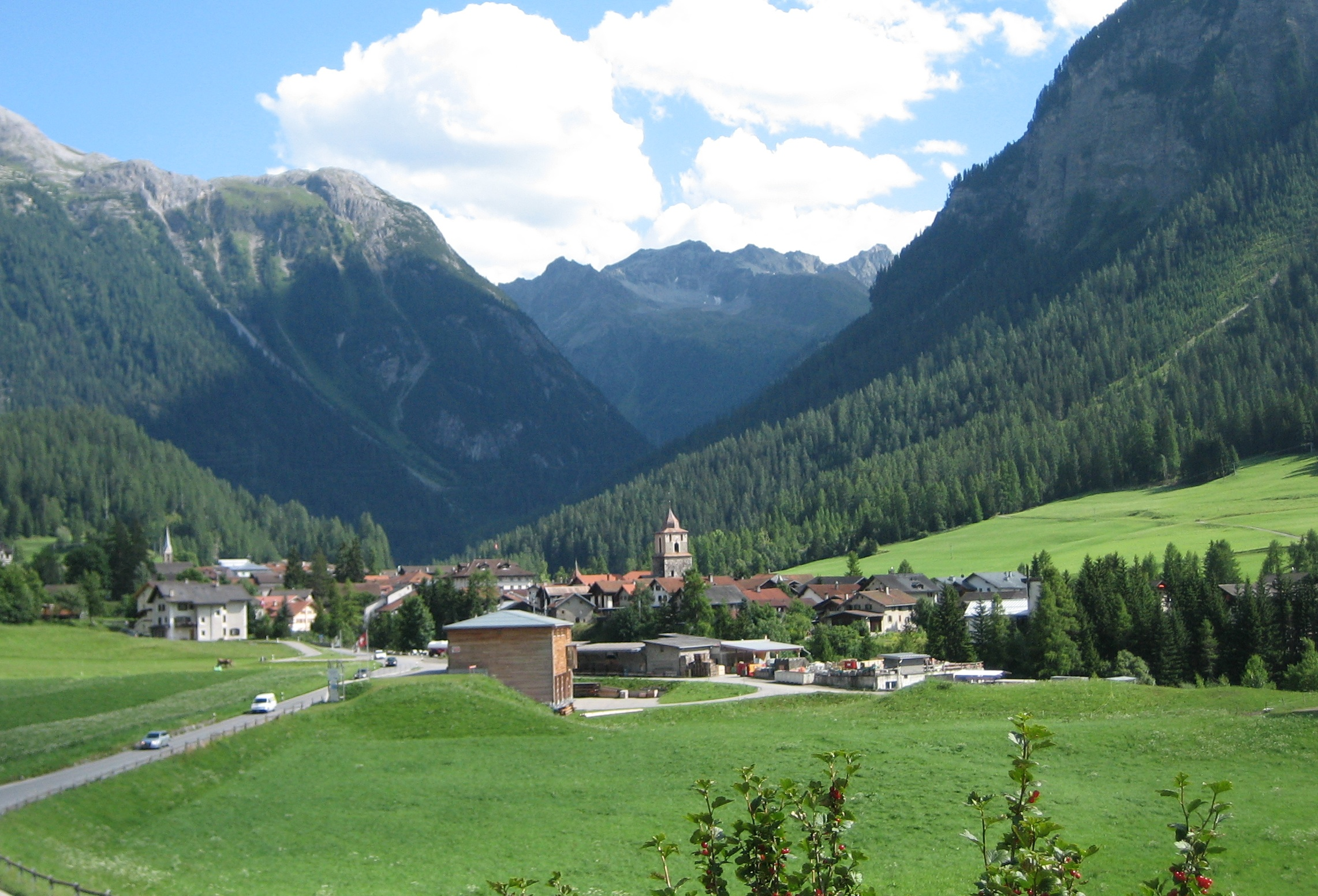
Vue du nord.
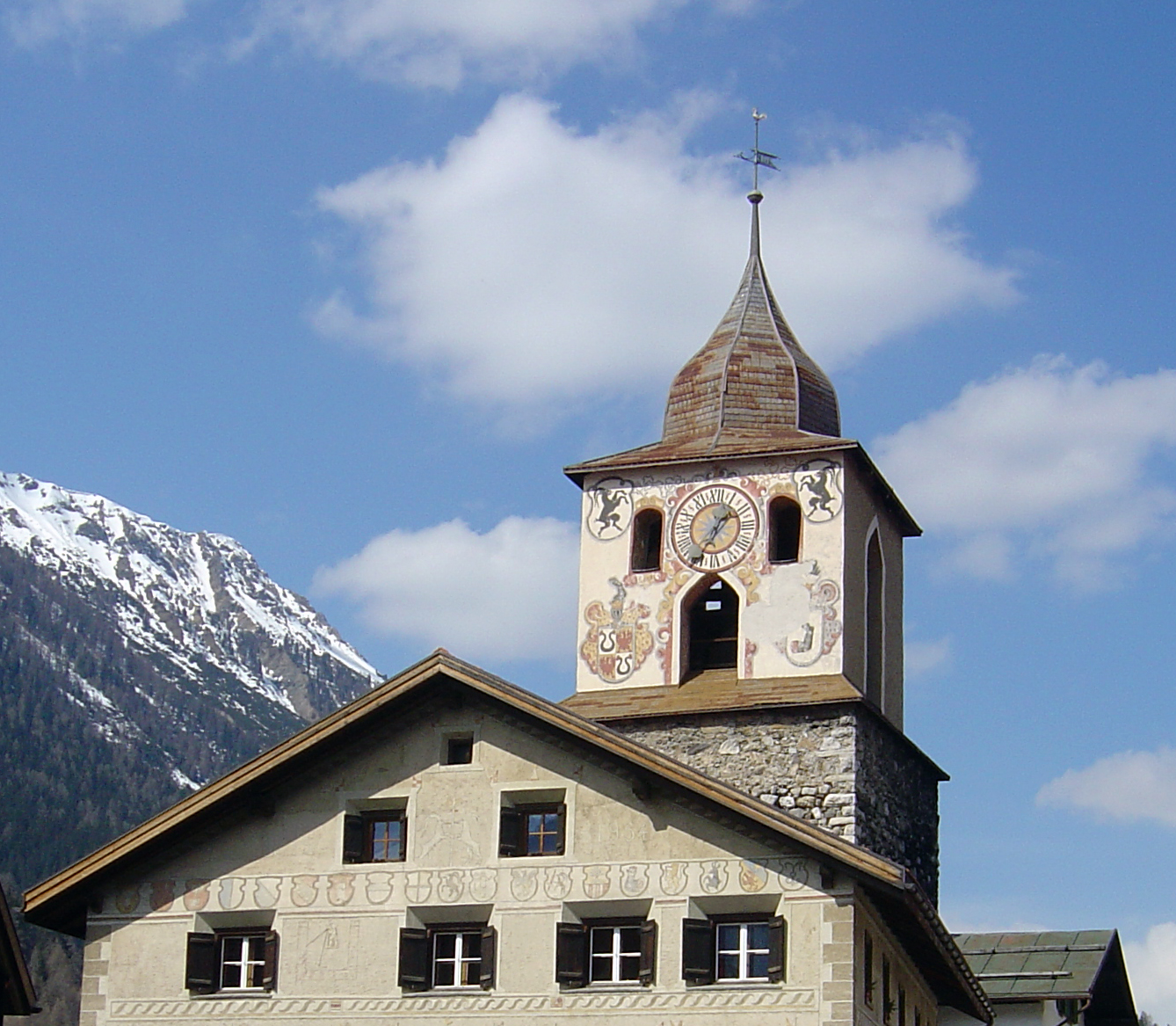
Tour carrée, La Tuor, au centre du village.
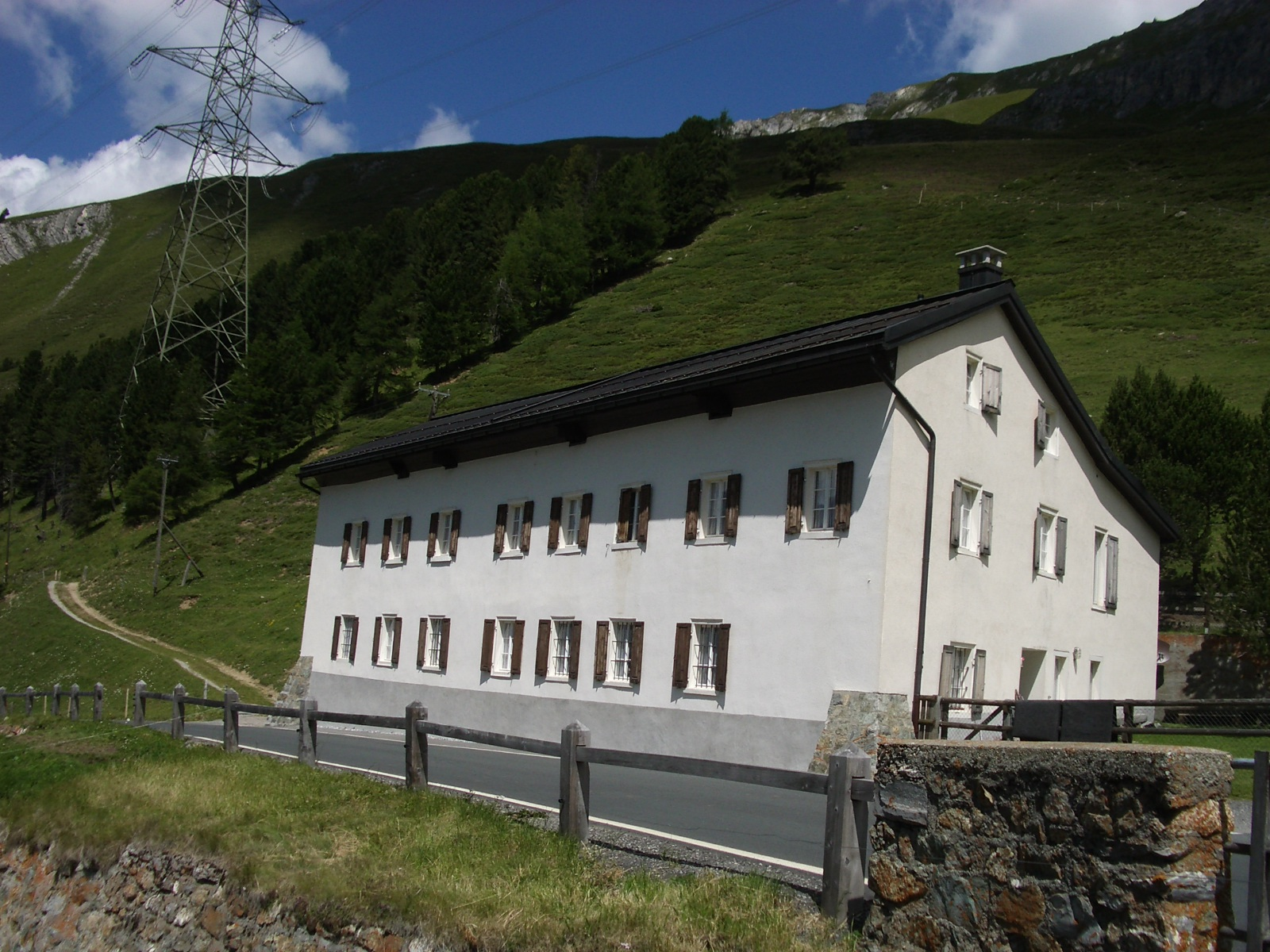
Auberge à Crap Alv dans l'Albulapass, mentionnée en 1654, reconstruite 1874.
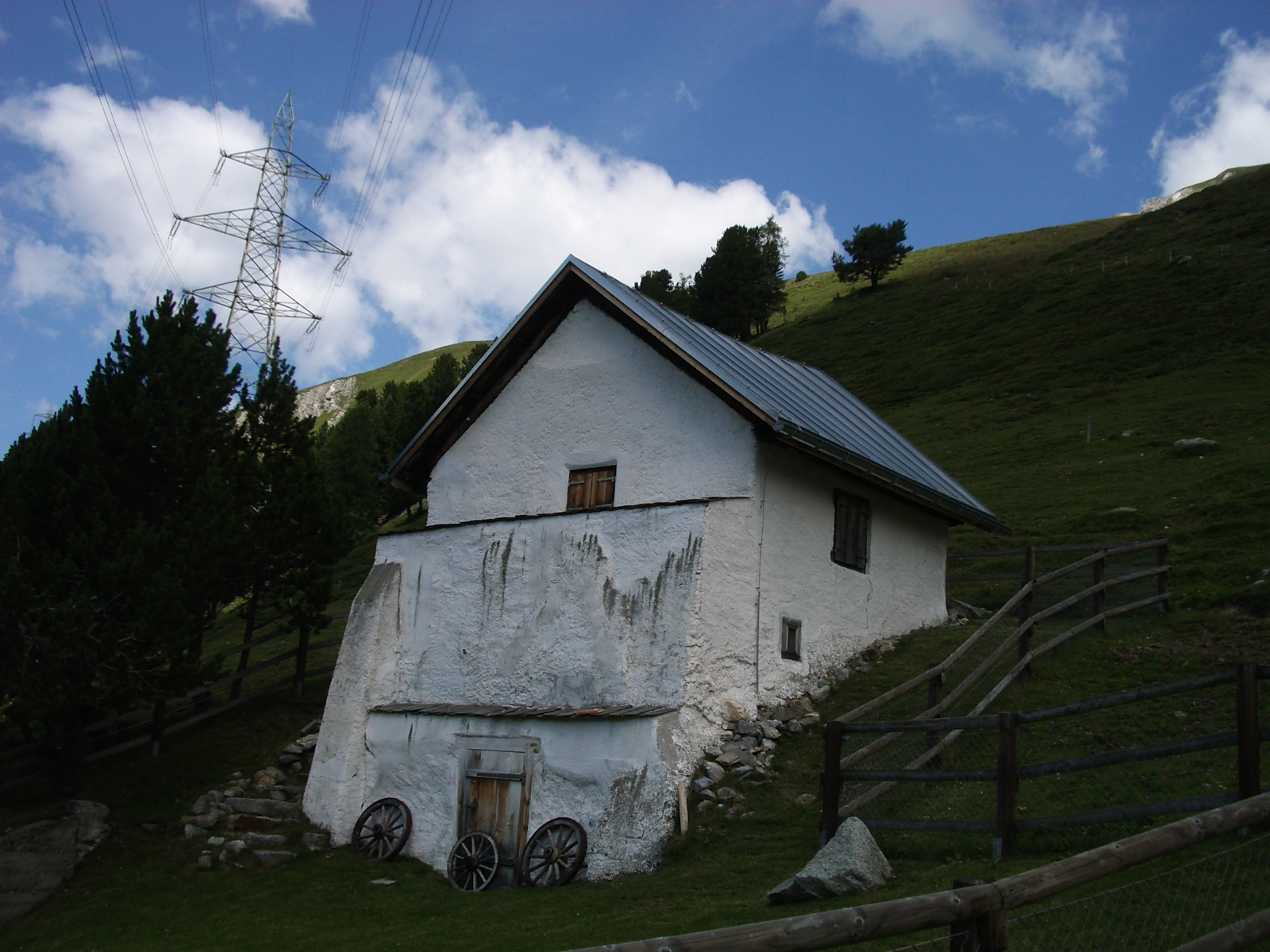
Fabrique de briques à Crap Alv de 1860 à 1875.

## Tourisme
En été, il est possible de faire des randonnées et des circuits en VTT dans les vallées environnantes. Les principales attractions sont le sentier d'interprétation du chemin de fer Preda-Bergün, le musée du chemin de fer d'Albula et la piscine en plein air. En 2013, le « sentier didactique de l'histoire du chemin de fer » menant au « sentier d'aventure ferroviaire d'Albula » été élargi et étendu. Il conduit de Preda via Bergün au viaduc de Landwasser près de Filisur. Bergün est également le point de départ de circuits classiques en montagne, par exemple vers le refuge Kesch, le Piz Kesch, le refuge Ela, le Piz Ela et d'autres sommets environnants à trois mille mètres. Le télésiège double Darlux, qui a été rénové en 2009 et mène à un restaurant d'altitude à près de 2 000 mètres d'altitude, est en service en été.
En hiver, la plus longue piste de luge naturelle d'Europe couvre une distance de plus de 6 km sur la route du col de l'Albula de Preda à Bergün (interdite aux véhicules à moteur en hiver). Les lugeurs peuvent louer une luge à la gare de Bergün. La nuit, la piste est éclairée par des projecteurs. Une autre piste de luge (environ 4 km) mène de l'Alp Darlux à 576 m en dessous de Bergün. Elle est connue sous le nom de « Lauberhorn des pistes de luge » et est plus raide et plus étroite que la piste classique. Pour les skieurs, le domaine skiable de Darlux dispose de 25 km de pistes jusqu'à 2 552 m, deux télésièges, un téléski et de nombreuses pistes qui sont également à la disposition des snowboarders. Deux remontées mécaniques existent dans le village à proximité de Tect/Zinols pour les débutants et les familles. Chaque mois de janvier, un week-end d'hiver est proposé aux passionnés de vélo, la piste de luge étant temporairement fermée pour une course internationale de VTT X-Treme-Down-Hill.
Bergün est le point de passage de la piste de montagne Swiss Irontrail.

## Transports

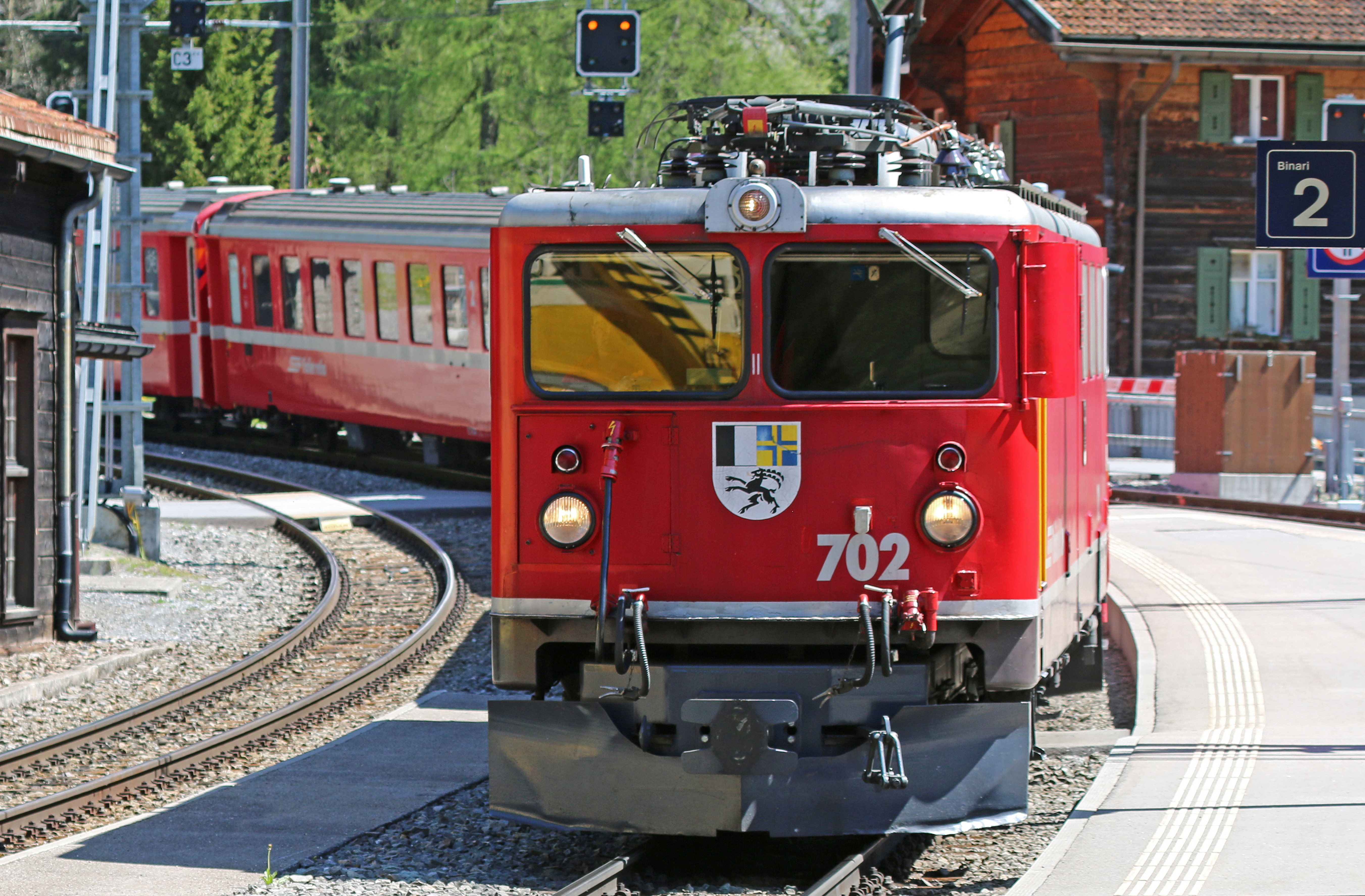
RhB E-Lok des Chemins de fer rhétiques à l'entrée de la gare de Bergün.

La ville est desservie par les gares de Bergün/Bravuogn, située juste au nord du village, et Preda sur la Ligne de l'Albula (ligne Thusis-St. Moritz) des Chemins de fer rhétiques (RhB), qui est un site du patrimoine mondial de l'UNESCO.
La Ligne de l'Albula a été nommée site du patrimoine mondial de l'UNESCO avec le chemin de fer de la Ligne de la Bernina en 2008. Le prix a été décerné pour le tracé de la ligne de chemin de fer en haute montagne, qui utilise des ouvrages d'art tels que des ponts et des viaducs, ainsi que des tunnels et des galeries, pour conduire le chemin de fer de Thusis dans la vallée de l'Albula à la Haute-Engadine et de là au col de la Bernina et de Poschiavo à Tirano. Les ouvrages d'art sont considérés comme des chefs-d'œuvre d'ingénierie qui, grâce à leur construction en pierre, s'intègrent parfaitement dans le paysage et ouvrent la voie à de nouveaux développements.
En hiver, des « trains de luge » spéciaux existent entre Bergün/Bravuogn et Preda.
En vue de l'ouverture du Musée du chemin de fer d'Albula, la gare de Bergün/Bravuogn a été achetée pour 11 millions d'euros en 2010/11. Dans la foulée, la circulation des trains a été entièrement télécommandée, la voie 1 a été démantelée et la voie 2 a été rapprochée du bâtiment de la gare. Ainsi, deux nouvelles plates-formes, larges avec une toiture partielle et des équipements pour l'accessibilité aux personnes handicapées, ont pu être construites. Une nouvelle voie d'évitement a été construite pour remplacer la voie 1 pour le « train de luge » en hiver et le chargement du bois en été. De plus, un bardage a été posé pour le hall des véhicules du musée ferroviaire. Cela a également conduit au transfert du centre de voyage des Chemins de fer rhétiques au musée du chemin de fer d'Albula en décembre 2011, avec la fermeture du centre de voyage dans le bâtiment de la gare.
La sortie d'autoroute Thusis sur l'autoroute A13 (Suisse)/route européenne 43 est à 29 km.
La Postbus exploite également des bus à Bergün/Bravuogn. Un car postal dessert Latsch et Stuls plusieurs fois par jour, et en été également Val Tuors.

## Musée du chemin de fer d'Albula
Le musée du chemin de fer d'Albula a été inauguré en juin 2012 dans l'ancien armurerie de Bergün. Il présente l'histoire du chemin de fer rhétique et le développement consécutif dans la vallée de l'Albula.
Le bâtiment de trois étages en face du bâtiment de la gare a été construit entre 1917 et 1919. Le Crocodile (locomotive) » RhB Ge 6/6 I est installé devant le musée depuis novembre 2011.
L'histoire du chemin de fer rhétique peut être vécue dans le musée à travers des objets historiques tels que du matériel roulant, des composants de systèmes de voie et des images et des supports de conception multimédia. L'Université des sciences appliquées de Bienne a installé un simulateur dans la cabine de conduite du « Crocodile », dans lequel le visiteur peut effectuer un voyage virtuel de Thusis à Samedan.
L'idée d'un musée ferroviaire est venue d'un conducteur de train du chemin de fer rhétique : le matériel roulant historique et les parties démantelées des systèmes ferroviaires ne devraient plus être mis au rebut, donnés ou vendus, mais rendus accessibles au public dans un musée. Le projet a été estimé à un coût total de près de 7 millions de francs suisses et a été mis en œuvre conjointement par le canton des Grisons, le Chemin de fer rhétique et l'Association du musée du chemin de fer d'Albula, qui est membre de l'Association RhB historique. L'ancienne armurerie a été soigneusement rénovée et reconstruite. Le hall des véhicules, qui était initialement prévu comme un nouveau bâtiment pour l'armurerie, n'a pas été réalisé dans la première phase de construction pour des raisons financières. La construction a commencé au printemps 2010 et l'ouverture a eu lieu le 2 juin 2012.
À proximité immédiate se trouvent les bâtiments historiques de la gare de Stugl/Stuls, le sentier pédagogique d'histoire ferroviaire et les ponts du viaduc de Wiesen et du viaduc de Landwasser. Étant donné que la gare désaffectée de Stugl/Stuls doit jouer un rôle important dans l'interaction avec le musée du chemin de fer d'Albula, un bâtiment auxiliaire a été rénové récemment.

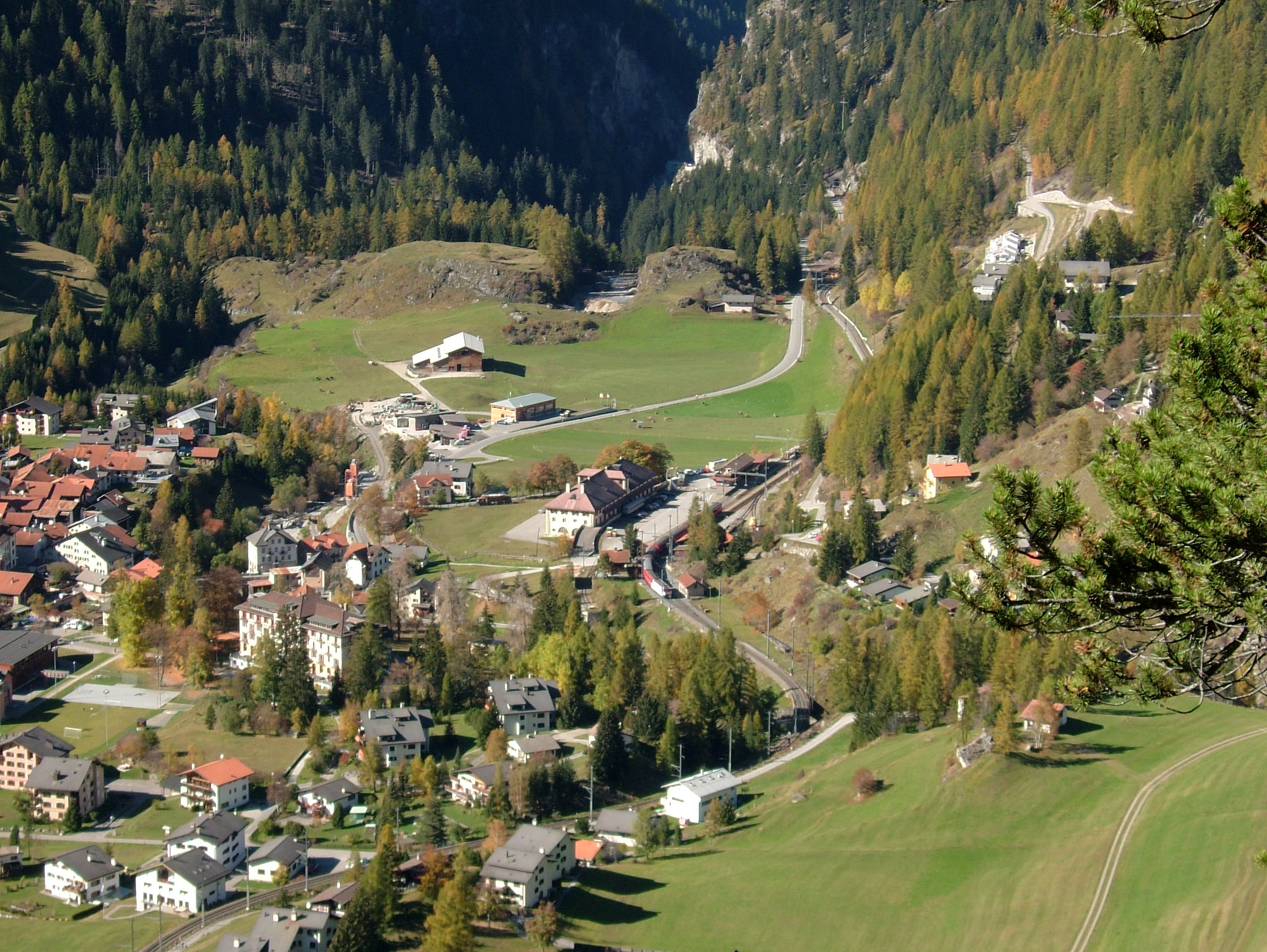
Vue du musée, l'ancienne armurerie est située à gauche de la photo.
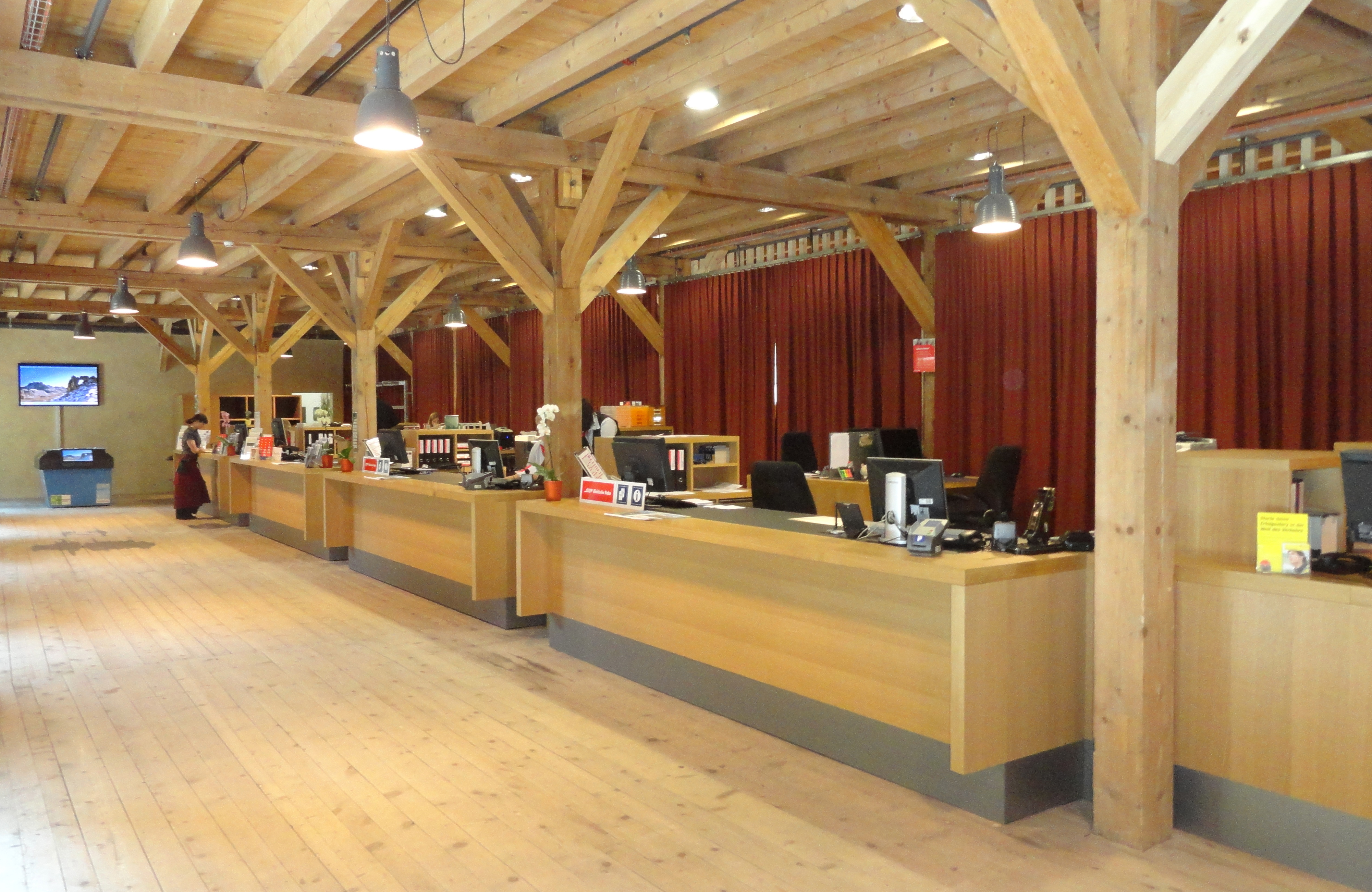
Entrée du musée.
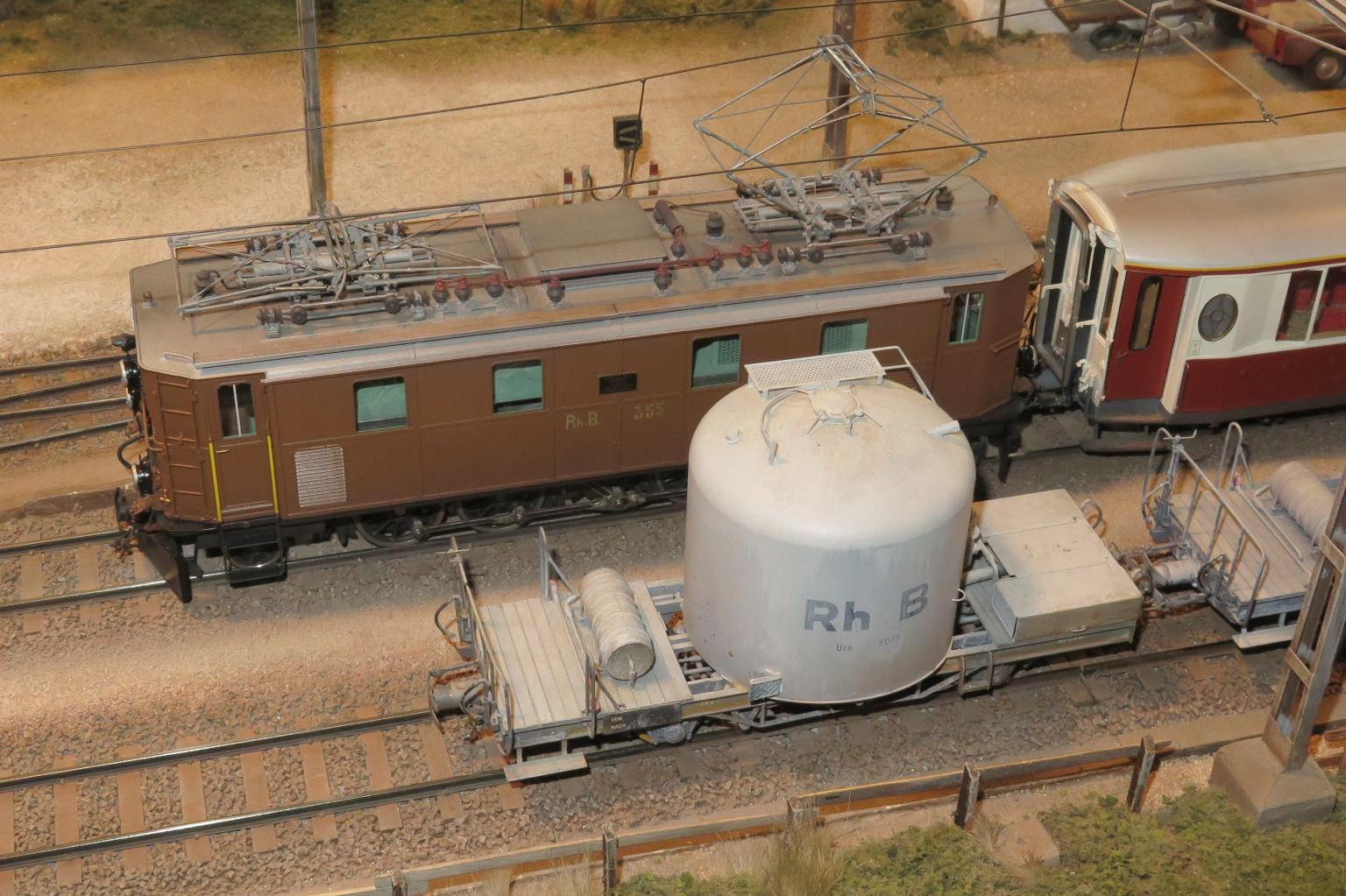
Vue du système ferroviaire miniature.

## Dans l'art
La légende des nains de la roche fendue se situe près de Bergün.
Bergün a un lien moderne avec le personnage de fiction bien connu Heidi créé par Johanna Spyri : le Falein Maiensässsiedlung (alpage) et le village en terrasse de Latsch ont été les lieux du premier film suisse de Heidi en 1952 et 1954. Aujourd'hui, un « Heidiweg » mène de Stuls sur l'Alpweg à Runsolas, puis via le Höhenweg jusqu'à la cabane de l'alpage, dans laquelle le film Heidi a été tourné, et de là via Pnez à Stuls. Des panneaux d'affichage le long du parcours fournissent des informations sur le film. Une exposition sur le film Heidi et le tournage peut être vue au musée d'histoire locale de Bergün. Dans le film Heidi de 2015 (avec Bruno Ganz), des lacets et la gare de Stugl/Stuls sont visibles.
En 1993/1994, Bergün a été le lieu de tournage principal de la série télévisée suisse en 26 épisodes Die Direktorin (Le réalisateur), avec Sabina Schneebeli. Dans la série télévisée de 1994/1995 dont la trame se situait dans l'office de tourisme d'une communauté de montagne (avec des intrigues, la lutte contre les structures mafieuses, etc.), le nom du village était Madruns. Malgré la diffusion largement saluée en Suisse (la diffusion sur ZDF a été retardée et n'a reçu qu'une réponse modeste en 1998), la série n'a pas amené à un nouveau boom touristique. En 2008, la série a été reprise dans le programme d'été d'SRF 1.

## Personnalités
- Giovanni Testa (1903-1996), skieur de fond italien